# Demografía de Asturias

Población de Asturias por municipios en 2022

La población del Principado de Asturias se caracteriza por un estancamiento en su crecimiento desde 1991. Desde entonces ha habido una tendencia a la baja a lo largo de las tres décadas siguientes en un fenómeno de descenso de la población. Este hecho, consideraciones económicas aparte, se explica por los siguientes factores demográficos:
- Asturias posee la tasa de mortalidad más alta de España (13,25 defunciones por cada mil habitantes) y la tasa de natalidad más baja (4,74 nacidos por cada mil habitantes), por lo que tiene el menor saldo vegetativo: -8,51 por mil (INE 2021).

- La población asturiana emigra hacia otras comunidades autónomas, principalmente Madrid y Castilla y León. El saldo migratorio interior ha sido mayoritariamente negativo durante las últimas décadas, aunque con un cambio de tendencia en los años 2020 y 2021, en los que fue positivo por primera vez desde 2011.

- La población abandona las zonas occidental y oriental concentrándose en el centro de la región. Así, las ciudades grandes han sufrido un menor descenso relativo de su número de habitantes.

En el último año, la población de Asturias ha sufrido un pequeño repunte que ha sido asumido principalmente por Oviedo y Gijón (2500 y 3000 habitantes respectivamente). Solo otros 17 concejos han aumentado también su población, en el resto la población ha disminuido. Significativo es el despoblamiento en las cuencas mineras y el suave descenso de Avilés en 44 personas.
Una característica fundamental de demografía de Asturias es el progresivo  envejecimiento de su población. Según los datos de 2020 del INE, el Principado de Asturias era la comunidad autónoma con mayor  edad media, situada en 48,3 años, menor número de habitantes por debajo de 18 años, con un 13,0 %, y mayor número por encima de 65 años, con un 26,4 %.

## Historial de la población de Asturias

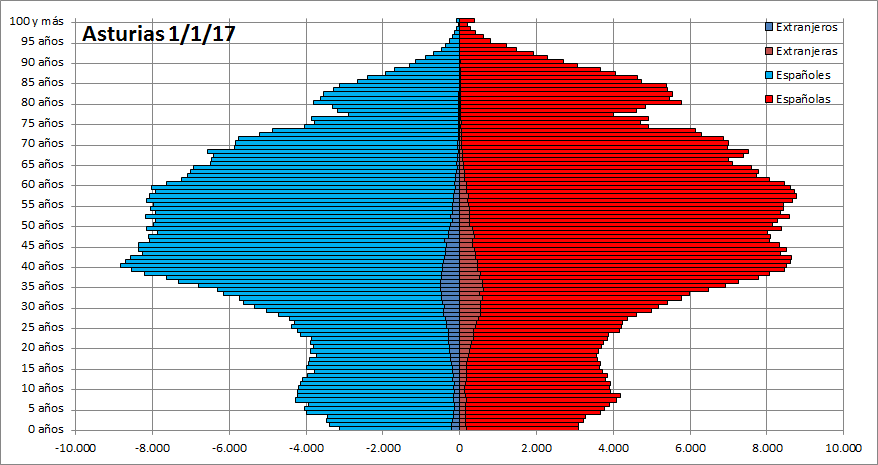
Población por edades de la comunidad autónoma de Asturias en España

| Gráfica de evolución demográfica de Asturias entre 1787 y 2020                          |
|                                                                                         |
| Fuente: Instituto Nacional de Estadística de España - Elaboración gráfica por Wikipedia |

## Entidades de población más habitadas
Las 20 localidades más pobladas de Asturias según los datos del INE de 2022 son:
| Localidad         | 2021 | 2021      | 2019 | 2019      | 2017 | 2017      | 2015 | 2015      | 2013 | 2013      |
| Localidad         | Pos. | Población | Pos. | Población | Pos. | Población | Pos. | Población | Pos. | Población |
| ----------------- | ---- | --------- | ---- | --------- | ---- | --------- | ---- | --------- | ---- | --------- |
| Gijón             | 1    | 254 343   | 1    | 257 441   | 1    | 258 019   | 1    | 259 867   | 1    | 260 944   |
| Oviedo            | 2    | 225000    | 2    | 185 902   | 2    | 186 491   | 2    | 187 846   | 2    | 189 835   |
| Avilés            | 3    | 71 870    | 3    | 73 198    | 3    | 74 459    | 3    | 75 744    | 3    | 77 334    |
| Langreo           | 4    | 34 471    | 4    | 35 166    | 4    | 36 024    | 4    | 37 112    | 4    | 38 277    |
| Mieres del Camino | 5    | 22 055    | 5    | 22 519    | 5    | 22 901    | 5    | 23 295    | 5    | 23 938    |
| La Corredoria     | 6    | 14 349    | 6    | 14 422    | 6    | 14 308    | 6    | 14 323    | 6    | 15 221    |
| Lugones           | 7    | 13 047    | 7    | 13 103    | 7    | 12 961    | 7    | 13 011    | 7    | 12 959    |
| Pola de Siero     | 8    | 12 705    | 8    | 12 788    | 8    | 12 778    | 8    | 12 830    | 8    | 12 786    |
| Piedras Blancas   | 9    | 9 366     | 9    | 9 449     | 9    | 9 510     | 9    | 9 500     | 9    | 9 556     |
| Pola de Laviana   | 10   | 8 389     | 10   | 8 515     | 10   | 8 679     | 10   | 8 814     | 10   | 8 913     |
| Pola de Lena      | 11   | 7 291     | 11   | 7 528     | 11   | 7 761     | 11   | 7 999     | 11   | 8 348     |
| Las Vegas         | 12   | 6 996     | 12   | 7 041     | 12   | 7 251     | 12   | 7 349     | 12   | 7 444     |
| Grado             | 13   | 6 747     | 13   | 6 811     | 13   | 6 948     | 13   | 7 126     | 13   | 7 294     |
| Candás            | 14   | 6 645     | 14   | 6 695     | 14   | 6 820     | 15   | 6 912     | 15   | 6 945     |
| El Entrego        | 15   | 6 578     | 15   | 6 665     | 15   | 6 790     | 14   | 6 970     | 14   | 7 166     |
| Villaviciosa      | 16   | 6 463     | 16   | 6 446     | 16   | 6 332     | 17   | 6 385     | 17   | 6 444     |
| Cangas del Narcea | 17   | 5 789     | 17   | 6 004     | 17   | 6 257     | 16   | 6 482     | 16   | 6 592     |
| Luanco            | 18   | 5 404     | 18   | 5 416     | 18   | 5 436     | 18   | 5 421     | 18   | 5 516     |
| Noreña            | 19   | 5 025     | 19   | 5 091     | 19   | 5 124     | 19   | 5 246     | 19   | 5 348     |
| Pravia            | 20   | 4 732     | 20   | 4 895     | 20   | 4 996     | 20   | 5 118     | 20   | 5 260     |

De las 20 localidades más pobladas, 17 son capitales de sus respectivos concejos. Lugones y Las Vegas están más pobladas que sus capitales, mientras que La Corredoria es la segunda entidad por población del concejo de Oviedo. Claramente destaca el Área Metropolitana de Asturias.

## Natalidad y mortalidad
La tasa bruta de natalidad ha descendido de forma significativa durante las últimas décadas, pasando de 16,01 nacidos por cada mil habitantes en 1975 a 4,74 en 2021.
Por su parte, la  tasa bruta de mortalidad ha crecido de forma casi continua durante el mismo periodo.

## Población extranjera
En el año 2022 residían en Asturias 84 673 personas nacidas en el extranjero, lo que supone un 8,43 % de la población total. Este dato la sitúa como la segunda  comunidad autónoma con menor proporción de personas nacidas fuera del territorio nacional, únicamente detrás de  Extremadura, con un 4,66 %. La mayor parte de los inmigrantes proceden de América del Sur (41,22 %), seguida por Europa (28,50 %),  América Central y el Caribe (13,72 %) y África (9,16 %).
Población de Asturias nacida en el extranjero por lugar de nacimiento:
| País                    | Población |
| ----------------------- | --------- |
| 1. Colombia             | 7399      |
| 2. Venezuela            | 7040      |
| 3. Rumanía              | 5780      |
| 4. Cuba                 | 4911      |
| 5. República Dominicana | 4778      |
| 6. Ecuador              | 4769      |
| 7. Argentina            | 4610      |
| 8. Marruecos            | 3874      |
| 9. Brasil               | 3629      |
| 10. Paraguay            | 3169      |